# Шлёпов, Александр Васильевич
Алекса́ндр Васи́льевич Шлёпов (1901—1987) — заведующий травматологическим отделением Шахтинской городской больницы, Ростовская область.

## Биография
Родился 22 июля 1901 года в деревне Мякинино (ныне Алексинского района Тульской области), в семье крестьян. Русский.
В 1914 году окончил сельскую школу, в 1918 году — гимназию.
Участник Гражданской войны. В 1919—1920 годах воевал в составе 2-й Красноармейской бригады тяжёлой артиллерии.
В 1921 году поступил на медицинский факультет Северо-Кавказского медицинского университета (город Ростов-на-Дону), который успешно окончил в 1926 году. Врачебную деятельность начал в Ростове-на-Дону, в ординатуре под руководством выдающегося хирурга Николай Алексеевич Богораз. Основное направление работы была хирургия костей и суставов, а также военная травматология.
В 1929 году, по окончании ординатуры, получил направление врачом-ординатором хирургического отделения в больницу города Шахты, которая тогда была самой крупной на Юге России. Для него в составе хирургического отделения выделили 35 коек для травматологических больных.
В 1935 году как хирург-травматолог организовал одно из первых в России специализированное 60-коечное (травматологическое) отделение (теперь корпус хирургического отделения Шахтинской городской больницы).
Участник Великой Отечественной войны. Медицинский и организаторский опыт А. В. Шлёпова оказался востребован, он был главным хирургом эвакогоспиталя № 3238. Военные заслуги врача отмечены боевыми орденами. Боевой путь закончил в столице Австрии городе Вене в звании майора медицинской службы.
В 1946 году вернулся в город Шахты, в ту же больницу, которую пришлось отстраивать заново. Врачебную деятельность совмещал с обязанностями заведующего травматологическим отделением и функций главного хирурга Шахтинского горздравотдела. В отделении в полном объёме оказывались все виды травматологической помощи жителям города Шахты и прилегающих районов области. До организации кафедры травматологии и ортопедии в городе Ростове-на-Дону в течение нескольких десятилетий отделение было основным лечебным и организационно-методическим центром области. С 1946 по 1967 годы врачами отделения были проведены 17490 операций, из них несколько тысяч непосредственно главным врачом.
С 1954 года дополнительно к основной работе выполнял обязанности главного хирурга тогдашней Каменской области. С 1958 года стал внештатным главным травматологом Ростовского облздравотдела и оставался им в течение 20 лет. С его помощью открылись травматологические отделения в городах: Гуково, Новошахтинск, Таганрог.
После ухода в 1971 году на пенсию Шлёпов продолжал работать врачом-консультантом. До последних дней активно участвовал в работе научно-практического общества травматологов-ортопедов, был почётным членом правления Всесоюзного общества врачей травматологов-ортопедов. И хотя он не имел учёной степени, но в шахтёрских городах, многие называли его «профессор».
Жил в городе Шахты. Скончался 15 марта 1987 года. Похоронен на центральном городском кладбище в Аллее Героев.

Могила Шлёпова на Центральном кладбище города Шахты Ростовской области.

## Память
- Шлёпов был энтузиастом внедрения прогрессивных методов лечения. Под его руководством вводились различные методы кожной пластики при первичной обработке свежих ран, остеосинтез металлическим стержнем, оперативное вмешательство при обширных гематомах мягких тканей, спасающее больных от ампутации нижних конечностей, костная гомопластика, операции на суставах и позвоночнике у больных костным туберкулёзом, компрессиоино-дистракционный остеосинтез при переломах костей и ложных суставах, несросшихся переломах и некоторых ортопедических заболеваниях и многое другое.
- На съездах и конференциях травматологов СССР он всегда представлял обширный клинический материал своего отделения. Его доклады часто давали возможность поставить точку в дискуссиях об эффективности или бесполезности применения на практике того или иного метода лечения.
- Александр Васильевич является автором более 40 публикаций. Свой опыт он передал ученикам и последователям, среди которых ведущие травматологи города и области.
- На фасаде здания построенного им отделения в 1995 году был установлен его горельеф.

## Награды
- За большие заслуги в области охраны здоровья советского народа Указом Президиума Верховного Совета СССР от 4 февраля 1969 года присвоено звание Героя Социалистического Труда с вручением золотой медали «Серп и Молот». Книжка Героя № 024271, золотая медаль «Серп и Молот» № 12286, орденская книжка Ж 390246.
- Награждён ещё одним орденом Ленина (1968), орденами Красной Звезды, «Знак Почёта», Трудового Красного Знамени, Отечественной войны 2-й степени и медалями; знаком «Отличник здравоохранения» (1949).
- Удостоен звания «Заслуженный врач РСФСР» (1951).
- Присвоено звание «Почётный гражданин города Шахты» на 2-й сессии городского Совета депутатов трудящихся 22 июня 1967 года (за особые заслуги в деле развития здравоохранения и медицинского обслуживания трудящихся города, большую общественную деятельность).[1]